# Discografia dei Bastille
La discografia dei Bastille, gruppo musicale britannico, comprende quattro album in studio, otto EP, quattro mixtape e oltre trenta singoli.

## Album

### Album in studio
| Anno | Titolo | Classifiche | Classifiche | Classifiche | Classifiche | Classifiche | Classifiche | Classifiche | Classifiche | Classifiche | Classifiche | Certificazioni |
| Anno | Titolo | UK          | AUS         | BEL (FL)    | CAN         | GER         | IRE         | NLD         | NZL         | SWE         | USA         | Certificazioni |
| ---- | --- | ----------- | ----------- | ----------- | ----------- | ----------- | ----------- | ----------- | ----------- | ----------- | ----------- | --- |
| 2013 | Bad Blood - Pubblicato: 4 marzo 2013 - Etichetta: Virgin, EMI - Formati: CD, LP, download digitale, streaming                 | 1           | 10          | 6           | 19          | 23          | 5           | 9           | 28          | 15          | 11          | - AUS: Oro - BEL: Oro - CAN: Oro - GER: Platino - IRE: Oro - NLD: Oro - SWE: Oro - UK: Platino (3) - USA: Platino |
| 2016 | Wild World - Pubblicato: 9 settembre 2016 - Etichetta: Virgin, EMI - Formati: CD, LP, download digitale, streaming            | 1           | 7           | 2           | 7           | 6           | 2           | 4           | 12          | 32          | 4           | - UK: Oro |
| 2019 | Doom Days - Pubblicato: 14 giugno 2019 - Etichetta: Virgin, EMI - Formati: CD, LP, download digitale, streaming               | 4           | 21          | 5           | 30          | 9           | 18          | 8           | 30          | 45          | 5           | - UK: Oro |
| 2022 | Give Me the Future - Pubblicato: 4 febbraio 2022 - Etichetta: Virgin, EMI - Formati: CD, LP, MC, download digitale, streaming | 1           | —           | —           | —           | 15          | 96          | 10          | —           | —           | —           | |

### Album di remix
| Anno | Titolo |
| ---- | --- |
| 2013 | Remixed - Pubblicato: 22 ottobre 2013 - Etichetta: Virgin, EMI - Formati: LP, download digitale, streaming |

## Mixtape
| Anno                                                                          | Titolo | Classifiche | Classifiche |
| Anno                                                                          | Titolo | UK          | USA         |
| ----------------------------------------------------------------------------- | --- | ----------- | ----------- |
| 2012                                                                          | Other People's Heartache - Pubblicato: 17 febbraio 2012 - Formati: download digitale                                 | —           | —           |
| 2012                                                                          | Other People's Heartache, Pt. 2 - Pubblicato: 6 dicembre 2012 - Formati: download digitale                           | —           | —           |
| 2014                                                                          | VS. - Other People's Heartache Pt. III - Pubblicato: 8 dicembre 2014 - Formati: CD, LP, download digitale, streaming | 45          | 87          |
| 2018                                                                          | Other People's Heartache, Pt. 4 - Pubblicato: 7 dicembre 2018 - Formati: MC, LP, download digitale, streaming        | —           | —           |
| "—" indica una pubblicazione non classificata o non pubblicata in quel paese. | |             |             |

## Extended play
| Anno                                                                          | Titolo                                                                                                 | Classifiche |
| Anno                                                                          | Titolo                                                                                                 | USA         |
| ----------------------------------------------------------------------------- | --- | ----------- |
| 2012                                                                          | iTunes Festival: London 2012 - Pubblicato: 11 settembre 2012 - Formati: download digitale, streaming   | —           |
| 2013                                                                          | Live at KOKO - Pubblicato: 15 febbraio 2013 - Formati: download digitale, streaming                    | —           |
| 2013                                                                          | Haunt - Pubblicato: 28 maggio 2013 - Formati: CD, 12", download digitale                               | 104         |
| 2013                                                                          | iTunes Festival: London 2013 - Pubblicato: 27 settembre 2013 - Formati: download digitale, streaming   | —           |
| 2017                                                                          | Apple Music Festival: London 2016 - Pubblicato: 26 maggio 2017 - Formati: download digitale, streaming | —           |
| 2020                                                                          | Goosebumps - Pubblicato: 4 dicembre 2020 - Formati: download digitale, streaming                       | —           |
| 2021                                                                          | Roots Of ReOrchestrated - Pubblicato: 19 marzo 2021 - Formati: download digitale, streaming            | —           |
| 2021                                                                          | Drink - Pubblicato: 23 aprile 2021 - Formati: download digitale, streaming                             | —           |
| "—" indica una pubblicazione non classificata o non pubblicata in quel paese. | |             |

## Singoli
| Anno                                                                          | Titolo                                                          | Classifiche | Classifiche | Classifiche | Classifiche | Classifiche | Classifiche | Classifiche | Classifiche | Classifiche | Classifiche | Album di provenienza                    |
| Anno                                                                          | Titolo                                                          | UK          | AUS         | BEL (FL)    | CAN         | GER         | IRE         | NLD         | NZL         | SWE         | USA         | Album di provenienza                    |
| ----------------------------------------------------------------------------- | --------------------------------------------------------------- | ----------- | ----------- | ----------- | ----------- | ----------- | ----------- | ----------- | ----------- | ----------- | ----------- | --------------------------------------- |
| 2011                                                                          | Flaws                                                           | 21          | —           | 57          | —           | —           | —           | —           | —           | —           | 122         | Bad Blood                               |
| 2012                                                                          | Overjoyed                                                       | —           | —           | —           | —           | —           | —           | —           | —           | —           | —           | Bad Blood                               |
| 2012                                                                          | Bad Blood                                                       | 90          | —           | 55          | —           | —           | —           | —           | —           | —           | 95          | Bad Blood                               |
| 2013                                                                          | Pompeii                                                         | 2           | 4           | 3           | 6           | 6           | 1           | 18          | 8           | 6           | 5           | Bad Blood                               |
| 2013                                                                          | Laura Palmer                                                    | 42          | 26          | 12          | —           | 29          | —           | —           | —           | —           | —           | Bad Blood                               |
| 2013                                                                          | Things We Lost in the Fire                                      | 28          | —           | 10          | —           | 18          | 33          | 57          | 19          | —           | —           | Bad Blood                               |
| 2013                                                                          | Of the Night                                                    | 2           | 6           | 39          | —           | 10          | 2           | 88          | 28          | 39          | —           | All This Bad Blood                      |
| 2014                                                                          | Oblivion                                                        | 82          | —           | —           | —           | —           | —           | —           | —           | —           | —           | Bad Blood                               |
| 2014                                                                          | Torn Apart (feat. Grades)                                       | 196         | —           | 54          | —           | —           | —           | —           | —           | —           | —           | VS. (Other People's Heartache, Pt. III) |
| 2016                                                                          | Hangin'                                                         | —           | —           | —           | —           | —           | —           | —           | —           | —           | —           | /                                       |
| 2016                                                                          | Good Grief                                                      | 13          | —           | 20          | —           | 46          | 53          | 47          | —           | —           | 112         | Wild World                              |
| 2016                                                                          | Send Them Off!                                                  | 76          | —           | 50          | —           | —           | —           | —           | —           | —           | —           | Wild World                              |
| 2017                                                                          | Blame                                                           | —           | —           | —           | —           | —           | —           | —           | —           | —           | —           | Wild World                              |
| 2017                                                                          | Comfort of Strangers                                            | —           | —           | —           | —           | —           | —           | —           | —           | —           | —           | /                                       |
| 2017                                                                          | Glory                                                           | —           | —           | 75          | —           | —           | —           | —           | —           | —           | —           | Wild World                              |
| 2017                                                                          | World Gone Mad                                                  | —           | —           | —           | —           | —           | —           | —           | —           | —           | —           | Bright: The Album                       |
| 2018                                                                          | Quarter Past Midnight                                           | 65          | —           | 29          | —           | —           | 76          | —           | —           | —           | —           | Doom Days                               |
| 2018                                                                          | Happier (con Marshmello)                                        | 2           | 3           | 7           | 2           | 9           | 2           | 5           | 3           | 4           | 2           | /                                       |
| 2018                                                                          | Grip (con i SeeB)                                               | —           | —           | 32          | —           | —           | 95          | 69          | —           | —           | —           | Other People's Heartache, Pt. 4         |
| 2019                                                                          | Doom Days                                                       | 65          | —           | 23          | —           | —           | —           | —           | —           | —           | —           | Doom Days                               |
| 2019                                                                          | Joy                                                             | 46          | —           | 24          | —           | —           | 55          | —           | —           | —           | —           | Doom Days                               |
| 2019                                                                          | Million Pieces                                                  | —           | —           | —           | —           | —           | —           | —           | —           | —           | —           | Doom Days (This Got Out of Hand)        |
| 2019                                                                          | Another Place (con Alessia Cara)                                | —           | —           | —           | —           | —           | —           | —           | —           | —           | —           | Doom Days (This Got Out of Hand)        |
| 2019                                                                          | Can't Fight This Feeling (con la London Contemporary Orchestra) | 39          | —           | 23          | —           | —           | —           | —           | —           | —           | —           | Doom Days (This Got Out of Hand)        |
| 2020                                                                          | What You Gonna Do??? (feat. Graham Coxon)                       | —           | —           | 65          | —           | —           | —           | —           | —           | —           | —           | Goosebumps                              |
| 2020                                                                          | Survivin'                                                       | —           | —           | 54          | —           | —           | —           | —           | —           | —           | —           | Goosebumps                              |
| 2021                                                                          | Distorted Light Beam                                            | —           | —           | —           | —           | —           | —           | —           | —           | —           | —           | Give Me the Future                      |
| 2021                                                                          | Give Me the Future                                              | —           | —           | —           | —           | —           | —           | —           | —           | —           | —           | Give Me the Future                      |
| 2021                                                                          | Thelma + Louise                                                 | —           | —           | —           | —           | —           | —           | —           | —           | —           | —           | Give Me the Future                      |
| 2021                                                                          | No Bad Days                                                     | —           | —           | —           | —           | —           | —           | —           | —           | —           | —           | Give Me the Future                      |
| 2022                                                                          | Shut Off the Lights                                             | —           | —           | —           | —           | —           | —           | —           | —           | —           | —           | Give Me the Future                      |
| "—" indica una pubblicazione non classificata o non pubblicata in quel paese. |                                                                 |             |             |             |             |             |             |             |             |             |             |                                         |